# Elmarie Gerryts
Elmarie Gerryts (Città del Capo, 25 agosto 1972) è un'ex astista sudafricana, detentrice dei record africani di specialità.

## Palmarès
| Anno | Manifestazione          | Sede         | Evento           | Risultato | Prestazione | Note |
| ---- | ----------------------- | ------------ | ---------------- | --------- | ----------- | ---- |
| 1997 | Universiadi             | Catania      | Salto con l'asta | 7ª        | 4,00 m      |      |
| 1998 | Giochi del Commonwealth | Kuala Lumpur | Salto con l'asta | Argento   | 4,15 m      |      |
| 1999 | Mondiali                | Siviglia     | Salto con l'asta | 10ª       | 4,25 m      |      |
| 1999 | Giochi panafricani      | Johannesburg | Salto con l'asta | Argento   | 3,60 m      |      |
| 2000 | Giochi olimpici         | Sydney       | Salto con l'asta | Finale    | nm          |      |